# Lingua vasekela
La lingua vasekela è una lingua parlata nell'Africa sudoccidentale, appartenente alla famiglia delle lingue khoisan; è considerata parte del gruppo delle lingue juu, ramo settentrionale delle lingue khoisan. La lingua è conosciuta anche come !'O-!khung.
Secondo una stima di Ethnologue del 2006 i parlanti della lingua vasekela sarebbero circa 61.000, anche se sussistono alcuni dubbi in proposito dato che potrebbero esserci delle sovrastime dovute a sovrapposizioni con i parlanti della lingua !kung.
La lingua vasekela è una lingua tonale, contraddistinta (come tutte le lingue khoisan) dalla presenza di numerose consonanti clic (prodotte facendo schioccare la lingua contro il palato o contro i denti).